# Гала аль-Мисрати
Гала аль-Мисрати (араб. هالة المصراتي‎; р. Триполи, Ливия) — известная ливийская телеведущая и журналистка.

## Биография
Гала аль-Мисрати родилась в столице Ливии Триполи.
Девушка активно участвовала в общественной жизни страны, состояла во многих правозащитных организациях Африки, была известна как литератор, журналист, юрист по международному праву. Писала для СМИ аналитические статьи. Авторству Гали аль-Мисрати принадлежит ряд опубликованных литературных произведений, например, сборник рассказов «У Луны другое лицо», вышедший в 2007 году.
С 2008 года работала на телевидении и была ведущей нескольких телевизионных каналов Ливии, в том числе государственного Libiyah TV, а также молодёжного телеканала. Телеведущая пользовалась у жителей Ливии огромной популярностью в годы, предшествовавшие гражданской войне 2011-2012 годов, считалась самой востребованной журналисткой страны.
Была известна лояльностью лидеру Джамахирии Муаммару Каддафи.

### Гражданская война
Журналистка была известна рядом своих заявлений и высказываний, например она озвучила в телеэфире фетву об осуждении Советом Безопасности ООН подавления правительственными силами Джамахирии выступлений ливийской оппозиции.
Стала известной на весь мир в августе 2011 года, когда повстанцы уже осаждали столицу сторонников Муаммара Каддафи город Триполи. В прямом эфире новостной программы Libiyah TV Гала аль-Мисрати в обращении к повстанцам в Триполи, с боевым пистолетом в руках, пообещала лично сражаться до последней капли крови за ливийского лидера и убить любого, кто попытается ворваться в здание телевизионного центра Триполи, или умереть самой.

### После победы повстанцев
По информации иностранных СМИ, после захвата Триполи повстанцами Гала попала к ним в плен, была помещена в тюрьму Сейни Джадида в Триполи и подвергалась пыткам. По данным африканских СМИ со ссылкой на тюремных врачей сообщалось о нескольких случаях изнасилования журналистки за время её заключения в тюрьме.
На телевидении в последний раз появилась 30 декабря 2011 года. Во время съёмки она не проронила ни одного слова и всё время держала в руках листок с датой съёмки. После показа передачи среди видевших эти кадры стала распространяться информация, что журналистке могли отрезать язык. Журналистка всегда жестко выступала против мятежников, и всегда выражала свою позицию прямо и откровенно. Ранее она заявляла о своей готовности мстить за убитого повстанцами лидера Джамахирии Муаммара Каддафи.
После этого в течение двух месяцев журналистку никто не видел, и никаких сведений о ней не поступало.

### Слухи о гибели
17 февраля 2012 года телеканал Al-Arabiya сообщил, что известная журналистка и популярная телеведущая Гала аль-Мисрати была убита в тюрьме Триполи. Источники сообщали, что убийство неугодной новому режиму журналистки было приурочено ко дню годовщины начала революции в Ливии — 17 февраля 2011 года. Представители ливийских властей никак не прокомментировали эту информацию. По данным канала Al-Arabiya, убийство было совершенно из-за открытого заявления журналистки о неприятии новых властей Ливии и благосклонного отношения к ней со стороны убитого ливийского лидера Муаммара Каддафи.
19 февраля в сервисе YouTube была размещена запись, где журналистка опровергает сообщения о собственной смерти, сообщает, что она уже в течение 6 месяцев находится среди революционеров и говорит о несоответствии действительности сообщений о плохом отношении к себе со стороны повстанцев.